# Ekimas

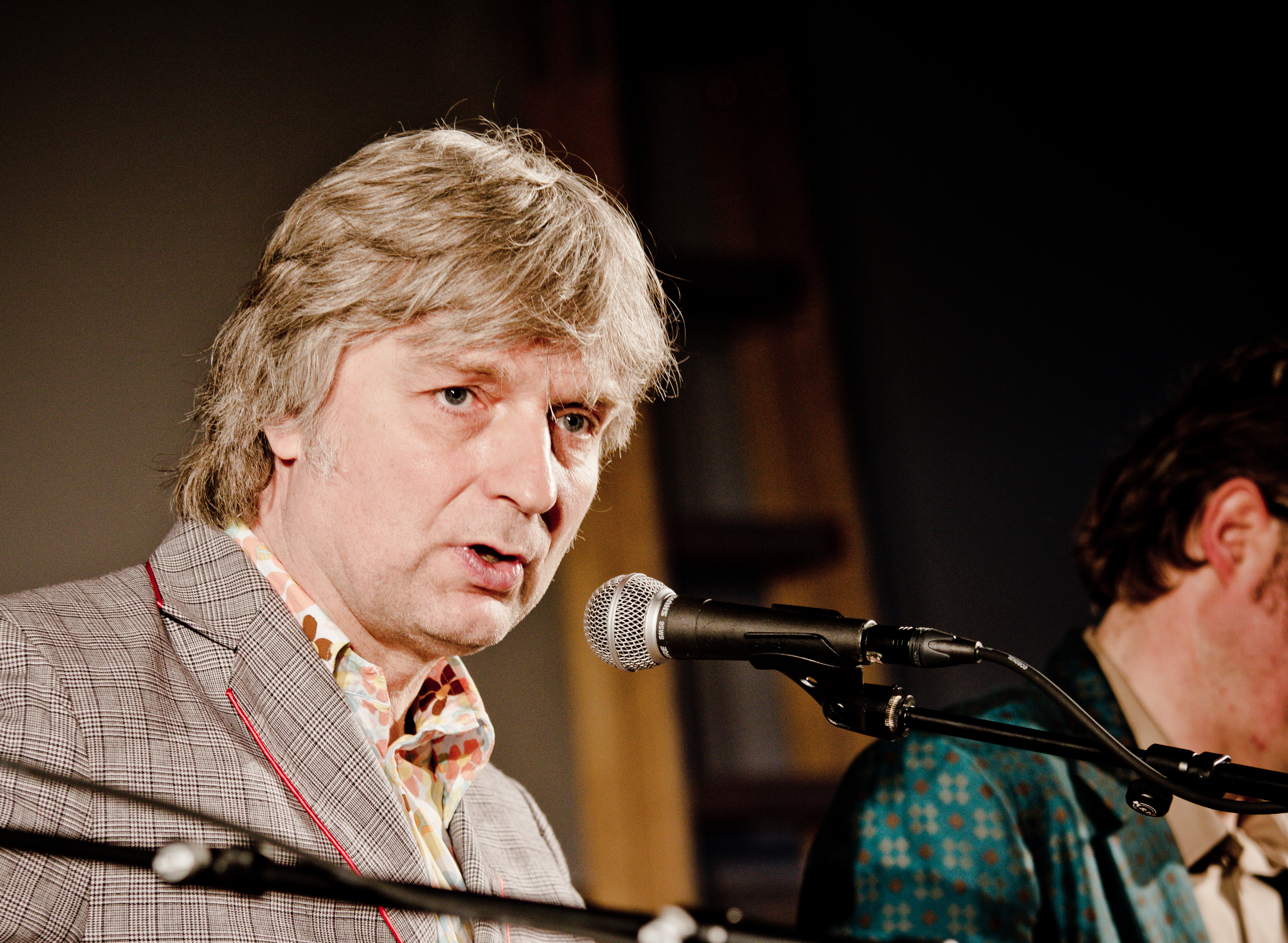
Ekki Maas (2012)

Ekimas (eigentlich Ekkehard „Ekki“ Maas; * 20. September 1959) ist ein deutscher Musikproduzent, Videokünstler und Musiker aus Münster.
Unter anderem produzierte er die Münsteraner Ska-Band Dr. Ring-Ding & The Senior Allstars und PeterLicht. Er ist Produzent und Mitglied der Band Erdmöbel, anfangs als Gitarrist und später als Bassist. Mit Wolfgang Proppe bildet er die Elektronikband Barbatronics, betreibt das Studio Musikkollektiv Eigelstein in Köln und koordinierte die Veranstaltung StadtLandFlussNameTierBeruf für die Förderung des Zusammenspiels von Musik und Videokunst.
Sein jüngerer Bruder, Georg Maas („Jurij G.“), ist ebenfalls Musiker.

## Diskografie (Soloveröffentlichungen)
- 2002 Camillo (CD, NRW-Rec.)
- 2003 That’s What You Need (Maxi-CD, NRW-Rec.)

## Bandprojekte
- Altum Corner Blues Band[6]
- Barbatronics
- Delta Blues Band
- Ekimas/Proppe
- Ekki & The Toasters (für die Albumveröffentlichung von „Love, Peace & Ecstasy“ umbenannt in The Flying Toasters), 1992 aufgelöst[7]
- Erdmöbel
- Friedemann Weise
- Frying Time[8]
- Oncel Dagogo (hier unter dem Pseudonym Ekki King)[9]
- Soul'd Up[10]
- Three Trains Running[11]